# Acanthodelta cupreitincta
Acanthodelta cupreitincta là một loài bướm đêm trong họ Noctuidae.